# Shreve
Shreve – wieś w Stanach Zjednoczonych, w stanie Ohio, w hrabstwie Wayne.